# Dorothea Ludolphina Bachmann-Ackermann
Dorothea Ludolphina Bachmann-Ackermann (ur. ok. 1759 w Rheinsberg, zm. 12 stycznia 1810 w Gdańsku) – aktorka, śpiewaczka operowa o głosie sopranowym.

## Życiorys
W 1782 roku podjęła działalność z dwoma braćmi: Jeanem Peterem Heinrichem oraz Johannem Carlem Wilhelmem  w grupie teatralnej pod nazwą Schuchische Gesellschaft Deutscher Schauspieler prowadzonej przez Karoline Schuch. W tym samym roku poślubiła Carla Davida Ackermanna gdańskiego browarnika, który także był aktorem i śpiewakiem.
Uzyskała doświadczenie artystyczne, grając w sztukach Williama Shakespeare’a (Poskromienie złośnicy, Ryszard III), Richarda Brinsleya Sheridana (Szkoła obmowy), Pierre’a Beaumarchais’go (Szalony dzień, czyli Wesele Figara), Friedricha Schillera (Intryga i miłość, Sprzysiężenie Fieska w Genui), Carla Gozziego (Szczęśliwi żebracy), oraz  występując w operach: Johanna Adama Hillera (Die Liebe auf dem Lande), Carla Dittersa von Dittersdorffa (Doktor und Apotheker), Vicente Martína y Solera (Lilla, oder Schönheit und Tugend), Giovanniego Paisiella (Cyrulik sewilski), Nicolasa-Marie Dalayraca (Nina, oder Wahnsinn aus Liebe), André Grétry’ego (Der Zauberspiegel), Pierre’a Monsigny’ego (Piękna Arsena), Niccolò Picciniego (Czekina albo Cnotliwa panienka), Georga Antona Bendy (Romeo i Julia, Jarmark), Friedricha Ludwiga Bendy (Cyrulik sewilski), Wolfganga Amadeusza Mozarta (Uprowadzenie z Seraju, Czarodziejski flet, Don Giovanni), Giuseppe Sartiego (Im Trüben ist gut fischen), Antonio Salieriego (Axur, król Ormus). 
Ostatni występ D.L. Bachmann-Ackermann na scenie miał miejsce 13 grudnia 1800 roku w Gdańsku.

## Upamiętnienie
Od drugiego imienia D.L. Bachmann-Ackermann pochodzi nazwa położonej w północnej części Gdańska historycznej posiadłości Ludolfina lub Ludolphina. Majątek należał pod koniec XVIII wieku do jej męża Carla Davida Ackermanna. Układ przestrzenny obejmuje zabudowania gospodarcze i tereny parkowe. W roku 1957 majątek został przejęty przez Skarb Państwa. Dziś w zabytkowym budynku mieści się biblioteka Akademii Wychowania Fizycznego i Sportu.